# Донорство молока
Донорство молока — это передача кормящими женщинами своего молока для вскармливания детей, по тем или иным причинам лишённых материнского грудного молока в необходимом объёме. Эта передача может происходить как непосредственно, так и через банки грудного молока.
Зачастую донорами становятся женщины с гиперлактацией или собиравшие своё грудное молоко про запас.
Донорство молока известно с древности в форме института кормилиц.
По данным Всемирной организации здравоохранения фактически все матери могут кормить грудью при условии, что они располагают точной информацией и поддержкой со стороны семей и общин, а также со стороны системы медико-санитарной помощи.
В редких обстоятельствах, когда мать не может кормить ребёнка грудью, оптимальной альтернативой является молоко здоровой кормилицы или из банка грудного молока.

## Текущее состояние молочного донорства
В США, Канаде, Израиле, Италии, Финляндии существуют банки грудного молока. Доноры молока для банков проходят ряд медицинских тестов. Донорство молока для банков чаще всего не оплачивается. Сцеженное молоко пастеризуют и замораживают, в таком виде оно может храниться до 12 месяцев, не теряя основных свойств.
Первый банк грудного молока в России открылся 26 октября 2014 года в Москве на базе Научного центра здоровья детей РАМН. За первый год работы молоком из банка смогли воспользоваться более 50 маленьких пациентов НЦЗД.
Второй банк грудного молока в России открылся 8 июня 2017 года в Уфе на базе Республиканской детской клинической больницы.
Оба банка молока работают в закрытом режиме — донорами могут стать кормящие мамы, чьи дети проходят лечение в данных медицинских учреждениях, и донорское молоко могут получить только дети, находящиеся на лечении там же.
Существующая организация банков грудного молока приводит к тому, что подавляющее большинство детей, которые нуждаются в донорском молоке, не могут получить его ввиду дефицита.
Опрос реципиентов грудного молока, получивших его через интернет-площадки, показал, что ни один из них не смог получить его через официальный банк молока.
Одним из вариантов обмена донорским молоком является непосредственный обмен через интернет-площадки.
Интернет дал возможность матерям, нуждающимся в дополнительном молоке, быстро и легко связаться с кормящей женщиной, готовой и способной выступить донором в непосредственном молочном обмене.
Крупнейшая сеть «Human milk 4 human babies», существует с 2010 года и представлена на 130 страницах в Facebook Проект «Eats on feets» также запущен в 2010 году. За это время открыты отделения в США, Канаде, Израиле, некоторых странах Европы.
.
В России существуют два проекта по непосредственной передаче грудного молока между родителями. Добровольческое движение «Молочная мама» работает с 2013 года. Общественная организация «Грудное молоко от мамы к маме» — с 2014.

## Опасения, связанные с использованием донорского молока
Теоретически грудное молоко может быть заражено: ВИЧ, гепатит B и С, цитомегаловирус, вирус Т-клеточного лейкоза человека, вирус Эпштейна — Барр, сальмонелла, стрептококк группы В.
В то же время ВОЗ и Американская академия педиатрии (англ. American Academy of Pediatrics) не считают гепатит B и С противопоказанием к грудному вскармливанию, потому что хотя вирус и обнаруживается в грудном молоке, риск передачи через грудное молоко ничтожно мал. Вирус Т-клеточного лейкоза нейтрализуется замораживанием. Цитомегаловирус считается опасным только для глубоконедоношенных маловесных детей.
«Быстрое нагревание» — это способ убить ВИЧ в молоке при этом сохранив большую часть нутриентов и защитных свойств. Такой способ пастеризации легко осуществим в домашних условиях и эффективно борется с 4 видами самых распространённых бактерий: кишечная палочка, золотистый стафилококк, стрептококки группы А и Б.
Большинство матерей проходят неоднократный скрининг на указанные заболевания в период беременности.
Грудное молоко может содержать следы принимаемых лекарств. Обязательно нужно выяснить, какие принимаются лекарства, и обсудить с врачом, проникают ли они в молоко и влияют ли на ребёнка.
Личное знакомство с женщиной-донором позволяет выяснить детали о её образе жизни и решить, насколько приемлемым он является для ребёнка-реципиента.
Бактерии, обнаруживающиеся в сцеженном молоке, являются нормальной флорой кожи человека и не несут опасности для здорового ребёнка.
Свежее грудное молоко содержит антибактериальные компоненты, которые сдерживают рост бактерий.